# Nola transitoria
Nola transitoria är en fjärilsart som beskrevs av Van Son 1933. Nola transitoria ingår i släktet Nola och familjen trågspinnare. Inga underarter finns listade i Catalogue of Life.